# Елена Ушева
Елена Ненова Ушева е българска дизайнерка, изкуствоведка и педагожка. Първата българска дизайнерка и изкуствоведка в областта на приложните изкуства – мода, дантели, бродерии. Вела Ушева е нейна дъщеря.

## Биография
Родена е през 1872 година в Банско. Завършва гимназия в Стара Загора, а след това с отличие Държавното училище за изящни изкуства в Брюксел. През 1893 г. става първата директорка на Девическото училище „Мария Луиза“ в София. През 1892 г. участва в Първото българско изложение в Пловдив. Там е наградена със златен и сребърен медал за своите шевици. Автор е на множество изложби на български бродерии в Лондон, Париж, Брюксел, Берлин, Лайпциг, Мюнхен, Лиеж и др. Получава златни медали и дипломи за участие. Пише, превежда и редактира няколко списания за мода и домакинство. Първото е „Мода и домакинство“ и „Седянка“.
Тя за първи път използва традиционната шевица в модерния женски тоалет в началото на XX век. Обикаля по градове и села, издирва стари шевици, тъкани, плетива и носии. По тях създава образци, а оригиналите им предава в Етнографския музей в София. Организаторка е на безплатни курсове за бедни девойки от страната, на които им преподава техника на бродерията.
Умира през 1941 или 1944 година в София.